# Блиндешть (комуна)
Блиндешть, Блиндешті (рум. Blândești) — комуна у повіті Ботошані в Румунії. До складу комуни входять такі села (дані про населення за 2002 рік):
- Блиндешть (893 особи) — адміністративний центр комуни
- Черкежень (927 осіб)
- Шолденешть (492 особи)

Комуна розташована на відстані 368 км на північ від Бухареста, 15 км на схід від Ботошань, 82 км на північний захід від Ясс.

## Населення
У 2009 року у комуні проживали 2319 осіб.